# Cerro El Cajón
El Cajón es una elevación de la Serranía de Chiquitos, en el departamento de Santa Cruz, Bolivia.

## Ubicación
El cerro El Cajón, se encuentra ubicado en el centro del departamento a los pies de la localidad de Roboré, en la Serranía de Chiquitos, tiene una altura de 1.157 m s. n. m., siendo la segunda elevación de la serranía y una de las más altas del escudo precámbrico en el departamento.